# Tamara Kotevska
Tamara Kotevska (mazedonisch Тамара Котевска; * 9. August 1993 in Prilep) ist eine nordmazedonische Filmemacherin.

## Leben
Tamara Kotevska ist eine mazedonische Filmemacherin, die vor allem durch ihren 2019 entstandenen Dokumentarfilm Land des Honigs (Honeyland) bekannt geworden ist. Zusammen mit Ljubomir Stefanov verbrachte Kotevska drei Jahre in Nordmazedonien, um den Dokumentarfilm über eine Wildbienenzüchterin, Hatidze, zu drehen. Der Film sollte ursprünglich ein dokumentarischer Kurzfilm über die Region des Bregalnica-Flusses werden, als sie auf die Imkerin stießen. Kotevska und Stefanov arbeiteten zuvor gemeinsam an einem anderen Dokumentarfilm, Lake of Apples (2017).
Land des Honigs gewann drei Preise auf dem Sundance Film Festival 2019 und erhielt zwei Nominierungen für die Oscarverleihung 2020: Bester Dokumentarfilm und Bester internationaler Spielfilm. Es ist der zweite mazedonische Film, der nach Vor dem Regen (1994) eine Oscar-Nominierung erhielt.
Kotevska wurde in Prilep, Republik Mazedonien, dem heutigen Nordmazedonien, geboren. Sie erhielt ein Stipendium für ein Auslandsstudium in Tennessee für ihr Juniorjahr an der High School. Sie besuchte die nationale Filmschule in Skopje, mit Schwerpunkt Dokumentarfilm.

## Filmografie
Als Regisseurin:
- 2014: Games (Kurzfilm) (co-Regisseurin)
- 2015: Free hugs (Kurzfilm)
- 2019: Land des Honigs (Dokumentarfilm)
- 2019: House on a Rocky Road (Video-Kurzfilm)
- 2019: Paw Law (Kurzfilm)